# Paolo De Poli
(Giò Ponti, 1958)
Paolo De Poli (Altichiero - Padova, 1º agosto 1905 – Padova, 21 settembre 1996) è stato un artista italiano.
È noto per le opere in smalto a fuoco su metallo.

## Biografia
Dopo una formazione giovanile nelle tecniche del disegno e dello sbalzo su metallo, avvenuta alla scuola d'arte Pietro Selvatico di Padova, e nelle tecniche della pittura ad olio avvenuta nello studio del pittore Guido Trentini a Verona, inizia una carriera di pittore nel ritratto e nel paesaggio. Nel 1926, con un quadro ad olio, partecipa per la prima volta alla XV Biennale di Venezia. Nel corso del tempo, attraverso viaggi e visite a musei d'arte e archeologici, subisce il fascino della tradizionale e antica arte dello smalto su metallo portandola ad altissimi livelli di innovazione.
A partire dagli anni trenta, sperimenta dei piccoli oggetti raffinati dalle molte forme e dai brillanti colori nel campo delle arti decorative. È stato un collaboratore di Gio Ponti, nella realizzazione di mobili e pannelli decorativi (negli anni quaranta) e di oggetti di design e di scultura su temi di Animali (negli anni cinquanta). De Poli è stato il referente di molti architetti e designer in progetti di prestigio, nei quali la presenza degli smalti apporta nuovi orizzonti decorativi.
Oltre ad una vasta produzione di vasi, ciotole, vaschette, piatti, coppe, maniglie e targhe in rame smaltato, ha lavorato anche per grandi pannelli decorativi, destinati agli interni di navi e transatlantici, alberghi, università, edifici pubblici e case di collezionisti, in Italia e all'estero.
Si è anche interessato di arte sacra proponendo pale d'altare e cicli di pannelli sul tema della Via Crucis, conservati in chiese di Padova, Abano Terme e Bergamo. Una continua ricerca di sperimentazione artistica, verificata in centinaia di opere diverse, dalle intense tonalità o dalle ricercate sfumature di colore, tutte disegnate, sagomate e preparate nel suo laboratorio artigiano di Padova, sono state presentate nei maggiori eventi internazionali: dalle mostre universali a Bruxelles nel 1935, a Parigi nel 1937, a New York nel 1939 e in centinaia di mostre o saloni d'arte, tenuti in vari paesi del mondo nell'ambito delle manifestazioni del gusto italiano del cosiddetto Made in Italy. Ha partecipato per 14 volte alla Biennale di Venezia e per 10 volte alla Triennale di Milano. Come è avvenuto per le moderne produzioni del vetro di Murano o della ceramica di Faenza, molte opere moderne in smalto su rame, sia pannelli a parete, sia oggetti di design, sono state esportate fuori d'Italia e sono oggi comprese nelle collezioni permanenti dei più importanti musei di arti decorative e di design del mondo.
Nel corso di sessanta anni di carriera si è sempre occupato della promozione e della tutela del patrimonio artistico e culturale e dei mestieri artistici presso associazioni e commissioni di categoria, espressione dal mondo dell'artigianato.
Dal 1960 al 1973 ha ricoperto il ruolo di membro del consiglio di amministrazione della Triennale di Milano.
Nel 1970 è stato nominato Cavaliere del Lavoro. Un premio dedicato a Paolo De Poli, a favore di un'opera innovativa nel campo delle arti decorative e del design, viene assegnato ogni anno nell'ambito delle manifestazioni della Fiera di Padova. L'archivio personale dei disegni, dei prototipi e della corrispondenza dell'artista è conservato all'Archivio Progetti dell'Università IUAV di Venezia.

## Opere

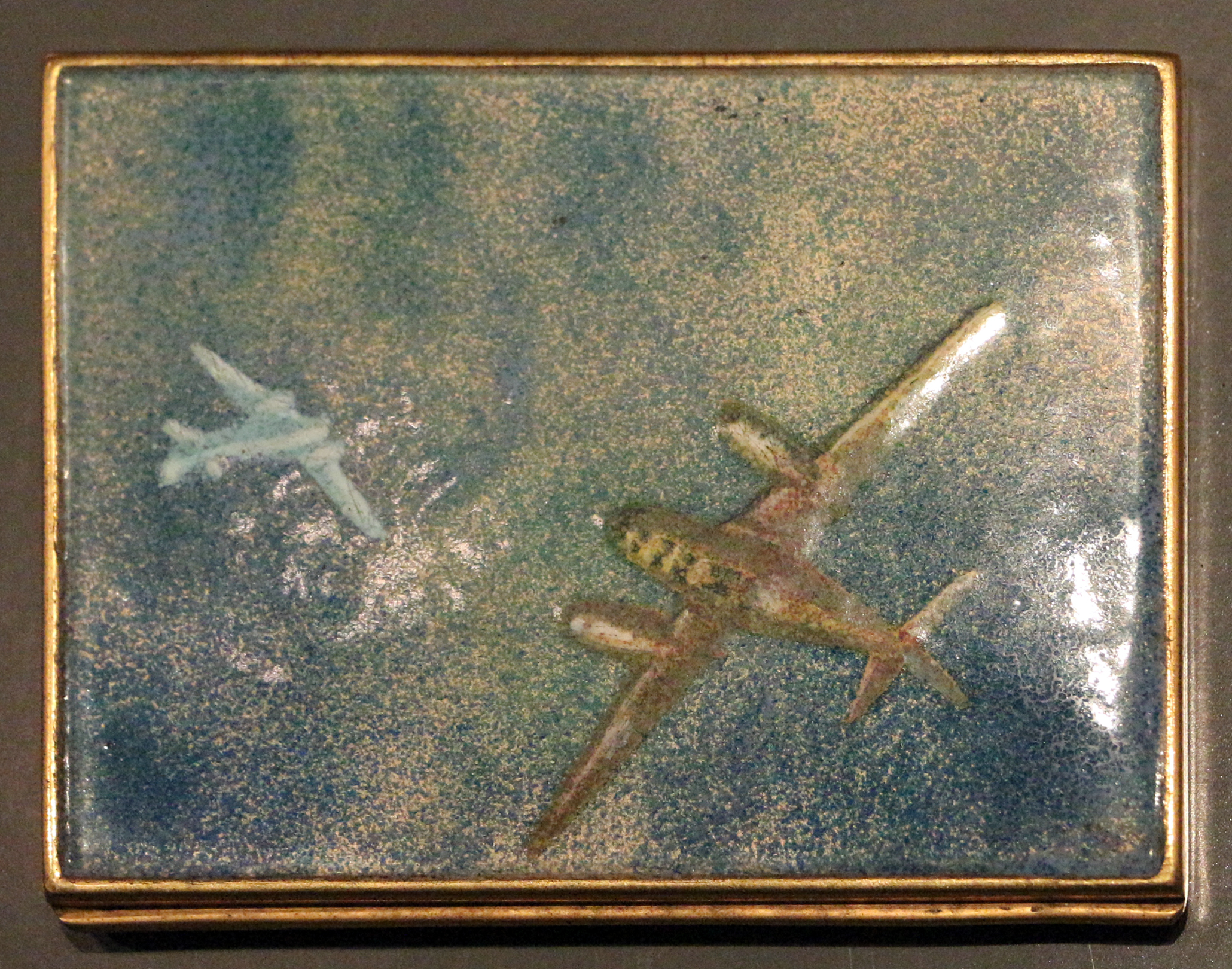
Paolo De Poli per industria Caproni, portasigarette 'senza cozzar dirocco', 1942, Genova Nervi, Museo Wolfsoniana

Oltre a ciotole, vasi, vassoi, mobili e pannelli, Paolo De Poli ha realizzato sculture e oggetti di design come:
- Nel mio studio, olio su tavola, 1926[16]
- Primo lavoro, sbalzo su rame, 1932[17]
- Scatole (portacipria, portasigarette, portafiammiferi, portacenere), portafiori, campanello, scatola, flacone, candelabro, piattino, tagliacarte, cornice, smalto su rame, 1936-1946[18]
- Podestà Rusca e Vescovo Giordano, pannelli in smalto (in collaborazione con Giò Ponti), Palazzo del Bo, Università di Padova, 1940[19]
- Tavolino, smalto e legno, (in collaborazione con Gio Ponti), Brooklyn Museum, New York, 1942ca[20]

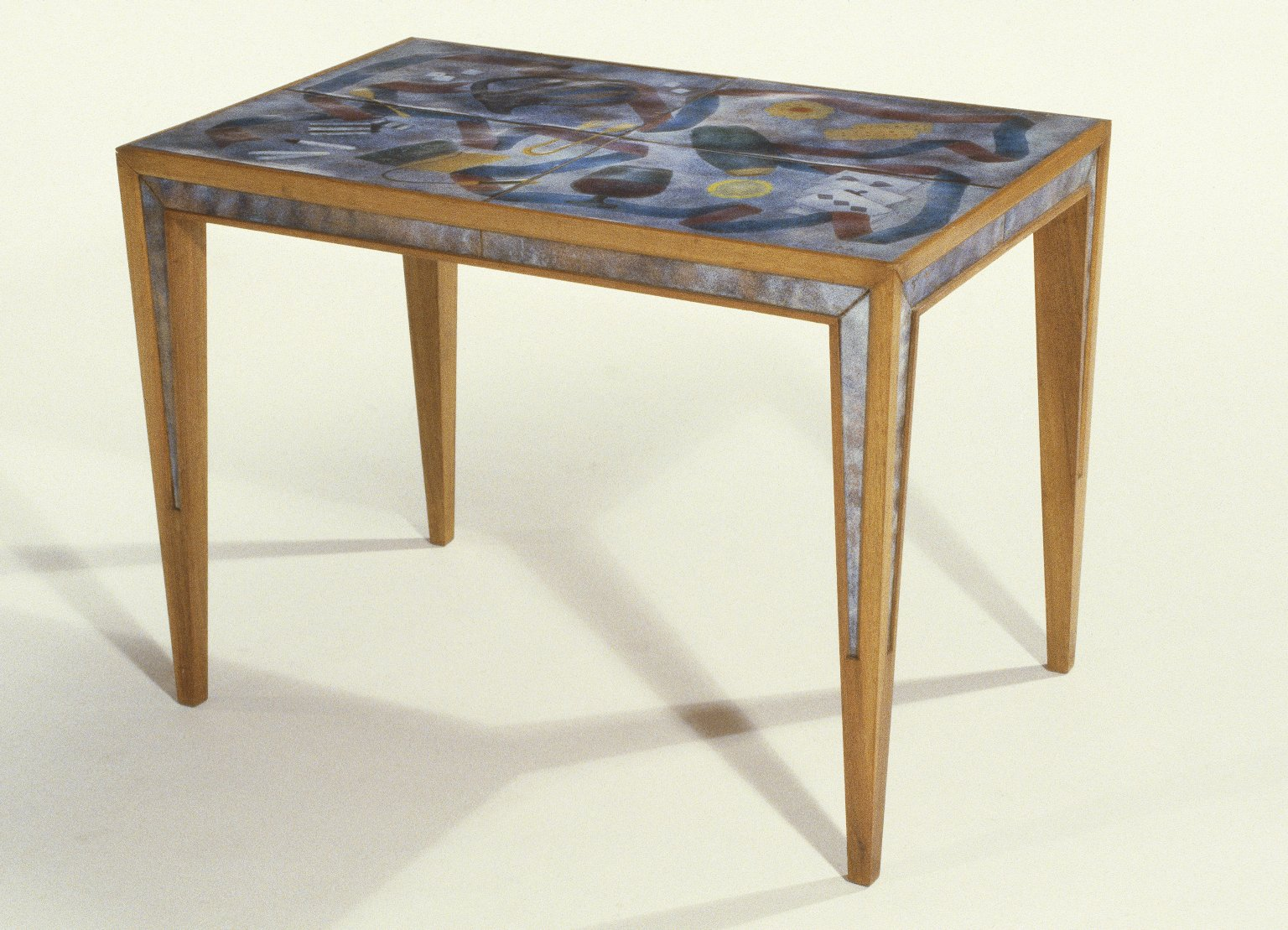
Paolo De Poli and Gio Ponti, Tavolino, ca. 1942. New York, Brooklyn Museum

- Le quattro stagioni, pannelli in smalto (in collaborazione con Gio Ponti), Sala di prima classe della nave Conte Grande della Società di Navigazione Italia, 1949[21]
- Arlecchino, pannello in smalto (in collaborazione con Gio Ponti), nave Conte Biancamano della Società di Navigazione Italia, 1949[22]
- Maniglie in rame smaltato, dal 1941 al 1965[23]
- Pannello Motivi astratti, Musei Civici di Padova, 1951[24]
- Chiaro di luna, pannello in smalto su cartone di Bruno Saetti, 1956.
- Il grande gallo, su modello di Marcello Mascherini, 1957[25]
- Primavera-Estate, pannello in smalto su cartone di Gino Severini, 1957[26]
- Famiglia Vasi e vassoi in bruno rame trasparente, rame smaltato, 1956[27]
- Famiglia Vasi blu a base conica, 1957[28]
- Famiglia Quadrate con argento, rame smaltato con argento, 1960[29]
- Famiglia Ciotole colate, rame smaltato, Museo Mart, Rovereto (TN) e Musei Civici di Padova, 1962[30]
- Il grande Pavone, scultura, Galleria internazionale d'arte moderna, Venezia, 1962
- Vasi, Museo Mart, Rovereto (TN), 1962[31]
- Omaggio a Galileo, scultura, Palazzo del Bo, Università di Padova, 1964
- Pala di Sant'Antonio e Pala della Madonna 'Mater Divinae Gratiae', Chiesa del Sacro Cuore, Abano Terme (Padova), pannelli in smalto su cartone del pittore Pino Casarini, 1964.
- Il toro, (in collaborazione con Gio Ponti), Musei Civici di Padova, Padova, 1966[32]
- Grandi vasca, smalto su ferro, 1968[33]
- Fiori, ciclo di pannelli in rame smaltato, 1968-1975[34]
- Contrasti nella notte, pannello in rame smaltato e legno, 1971[35]
- Volo di gabbiani, pannello, smalto su rame e acciaio, Dipartimento di Ingegneria dell’Informazione, Università di Padova, 1974[26]
- Gabbiani con sole, pannello in smalto, Palazzo della Civiltà del Lavoro, Roma, 1977
- Foglie di Cala, scultura in ottone e rame smaltato, Palazzo del Bo, Università di Padova, 1978[36]

## Premi e riconoscimenti
- 1931-1932: Esposizione internazionale d’arte sacra cristiana moderna di Padova, medaglia d'argento
- 1935: Esposizione Universale di Bruxelles, medaglia d'argento
- 1936: VI Triennale di Milano, medaglia d'oro
- 1940: VII Triennale di Milano, Gran Premio Presidenza del Consiglio
- 1947: VIII Triennale di Milano, medaglia d'oro
- 1950: XXV Biennale di Venezia,  Diploma d'onore per l'opera: Gruppo di smalti in rame (Famiglia stagioni )[10]
- 1951: IX Triennale di Milano, medaglia d'oro
- 1951: IX Biennale d’Arte Triveneta, Pannello Motivi astratti, Premio acquisto dei Musei Civici di Padova[24]
- 1951: III Mostra Nazionale Selettiva dell’Artigianato Artistico, Milano, Diploma d’onore e Medaglia d’argento del Comune di Trieste
- 1954: X Triennale di Milano, Diploma di onore[37]
- 1955: XIX Mostra Mercato internazionale dell’Artigianato, medaglia d'argento[14]
- 1961: Biennale d’Arte del Metallo, VI Premio Gubbio, Diploma Medaglia d'oro[38]
- 1964: XXXII Biennale d’Arte di Venezia, Premio del Ministero dell'Industria e del Commercio
- 1962: XXXI Biennale di Venezia, premio Lions Club di Venezia[10]

## Mostre
- Triennale di Milano, 10 partecipazioni dal 1934 al 1973[39].
- Biennale di Venezia, Venezia, 15 partecipazioni dal 1926 al 1970[10].
- Mostra Paolo De Poli, Galleria Ferruccio Asta, Milano, 1942[40].
- Mostre Smalti di Paolo De Poli e Paolo De Poli, Galleria del Cavallino, Venezia, 1945 e 1948[41].
- Italy at work, Brooklyn Museum, New York, 1950[42].
- Formes et Idées d'Italie, Galerie Christofle, Parigi, 1957[43].
- Moda, Stile, Costume, Expo Italia '61, Torino, 1961[44].
- Omaggio a Manhattan, Enamels by Paolo De Poli, Museum of Contemporary Crafts, New York, 1967[45].
- Omaggio a Paolo De Poli, Museo della Scienza e della Tecnica, Milano, 1972.
- Mostra antologica di Paolo De Poli, Galleria Bevilacqua La Masa, Venezia, 1972[46].
- Exempla 79. Arbeit und Lebensform im Kunsthandwerk, XXXI Internationalen Handwerksmesse, München, 1979.
- L'arte dello smalto: Paolo De Poli, Antologica, Palazzo della Ragione, Padova, 1984[47].
- 8ème Biennale Internationale de l'émail, Musée des Beaux-Arts de Limoges, Limoges, 1986[48].
- Mostra Donazione De Poli, Museo di Arti Applicate di Palazzo Zuckermann, Padova, 2007[49].
- Mostra Studi d'artista. Padova e il Veneto nel Novecento, Musei Civici di Padova, 2010[50].
- The magnificient obsession Archiviato il 3 marzo 2016 in Internet Archive., Museo MART, Rovereto (TN), Italy, 2012-2013.

## Paolo De Poli nei musei
- Detroit Institute of Arts Museum, Detroit: Table[51]
- Brooklyn Museum, New York: Table[20]
- Wolfsonian–Florida International University, Miami: burner, vases[52]
- Galleria d’arte moderna di Ca Pesaro, Venezia: Composizione con pesci e coralli - Pesci, 1942, Vaso, Pavone, 1962, Natura morta con pesci - Pesci
- Kirkland Museum of Fine an Decorative Art, Denver: Tiled Console Table[53]
- Musei Civici di Padova, Padova: pannello Motivi astratti Triveneta 1951, pannelli, vasi, ciotole[24]
- Museo Wolfsoniana, Genova Nervi: portasigarette[15]
- Museo d'arte moderna e contemporanea di Trento e Rovereto, MART Rovereto: vasi e ciotole